# 中天镇
中天镇，是中华人民共和国四川省资阳市乐至县下辖的一个乡镇级行政单位。

## 行政区划
中天镇下辖以下地区：
中天社区、联合村、天灯村、杨柳村、灵泉村、普照村、金桥村、井市村、青岗村、叶家村、万安村、玉河村、团灯坝村、花红湾村、大楼湾村、长板坡村、墙院子村、宝盖寺村、一碗水村、金钟村、青山村、刘寺村、庆元村、新进村、泰岳村和茅沟村。